# Kistotchkivka
 (mars 2014).

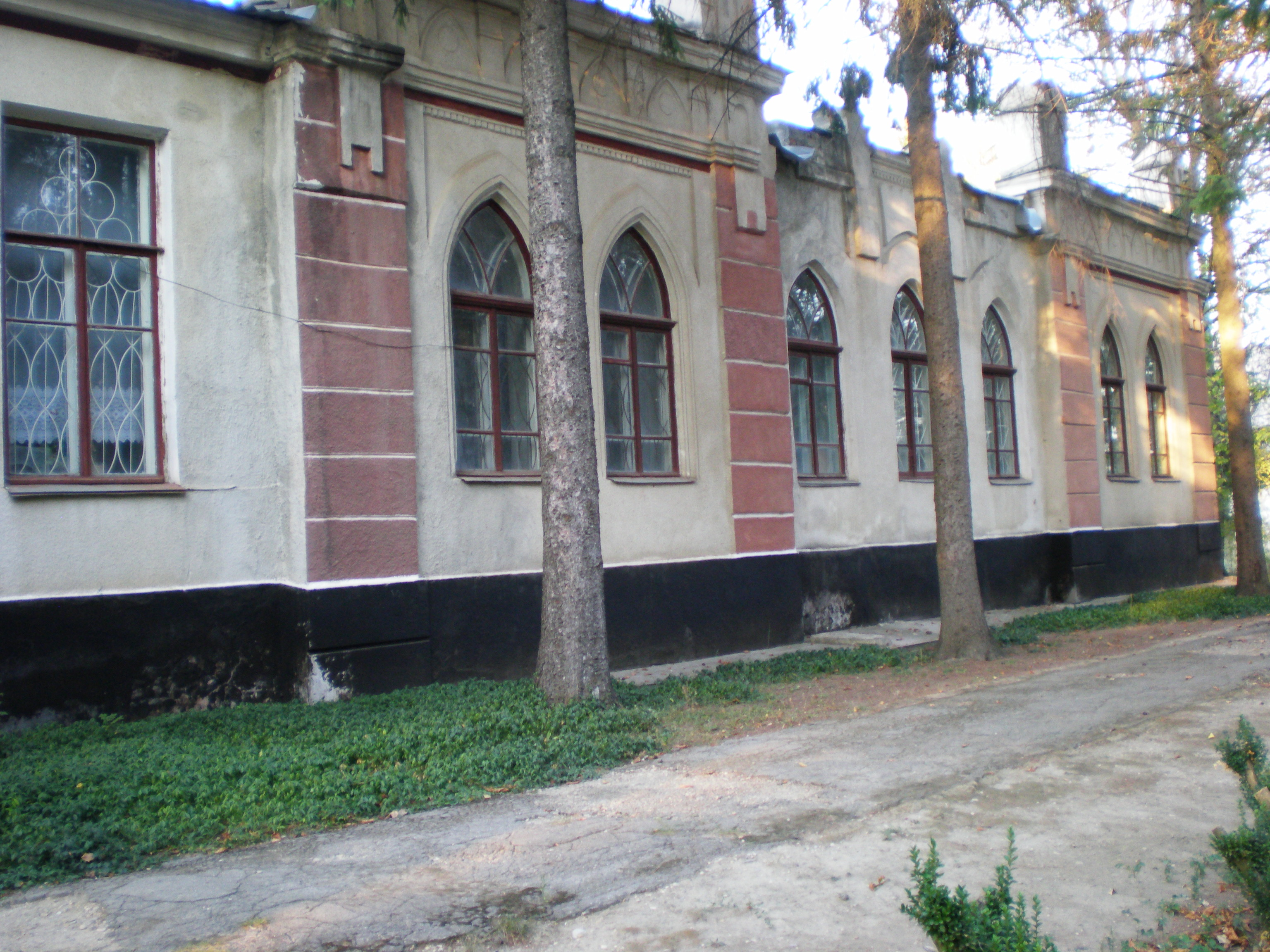
Le centre administratif, anciennement maison du négociant Aron Krym

Kistotchkivka (en ukrainien : Кісточківка ; en russe : Косточковка, Kostotchkovka, en tatar de Crimée : Büyük Eşkene, Eşkene ou Эшкене) est un village de république autonome de Crimée, en Ukraine, occupée par la Russie depuis 2014, situé dans le raion de Nyjn'ohirs'k. Il comptait 892 habitants au recensement de 2014.

## Géographie
Kistotchkivka se situe à 48 m d'altitude, sur la rive droite de la rivière Byïouk-Karassou (qui se jette dans le Salhir), en face de la ville de Sadovoïe sur la rive gauche. La gare ferroviaire la plus proche se trouve à 18 km plus au nord, à Nyjnohirskyï, sur la ligne Djankoï – Feodossia.

## Histoire

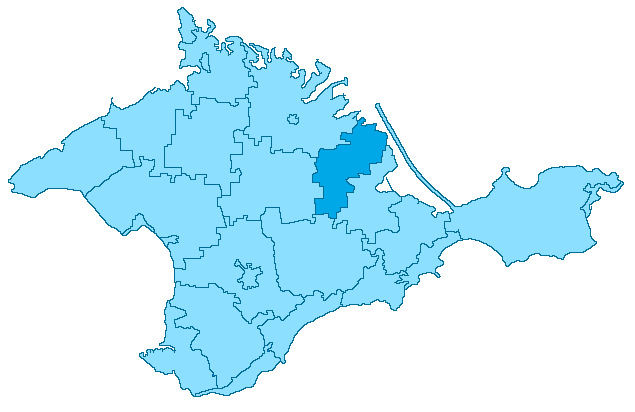
Le raion de Seyitler, aujourd'hui Nyjnohirskyï

Après les guerres russo-turques du XIXe siècle, des colons de Russie et de Petite Russie (Ukraine) commencèrent à s'installer sur place. Le tsar donna des terres cultivables non occupées à des officiers qui avaient combattu là.
Le village du nom tatar de Büyük Eşkene (Эшкене), le futur Kostotchkovka, est né du sovkhoze du même nom.
Jusqu'en 1921 se trouvait là la propriété d'un négociant karaïm dénommé Aron Krym. Après la guerre civile, il aurait, soit émigré, soit été tué par les Bolcheviks, et sa maison devint par la suite le « comptoir » (centre administratif) du village.
En 1930 fut créé le raion de Seyitler, auquel le village fut rattaché. Le 21 août 1945, sur décision du Président du Præsidium du Soviet suprême de la RSFS de Russie, Eşkene fut renommé officiellement Kostotchkovka,.
En 1931, le village fut entièrement électrifié et put recevoir la radio.
Les pommes constituaient la principale production du sovkhoze. Dans les années 1930, la superficie totale des vergers était de 850 ha. On comptait alors 20 tracteurs, 9 automobiles, 6 motoculteurs et 4 pulvérisateurs motorisés. C'était alors l'un des plus importants vergers d'U.R.S.S. Alors qu'à l'époque impériale, Eşkene produisait environ 80 000 pouds, soit 1 300 tonnes de pommes par an, la production annuelle était de 2 000 tonnes et continuait à augmenter, grâce à la mécanisation.

## Photos

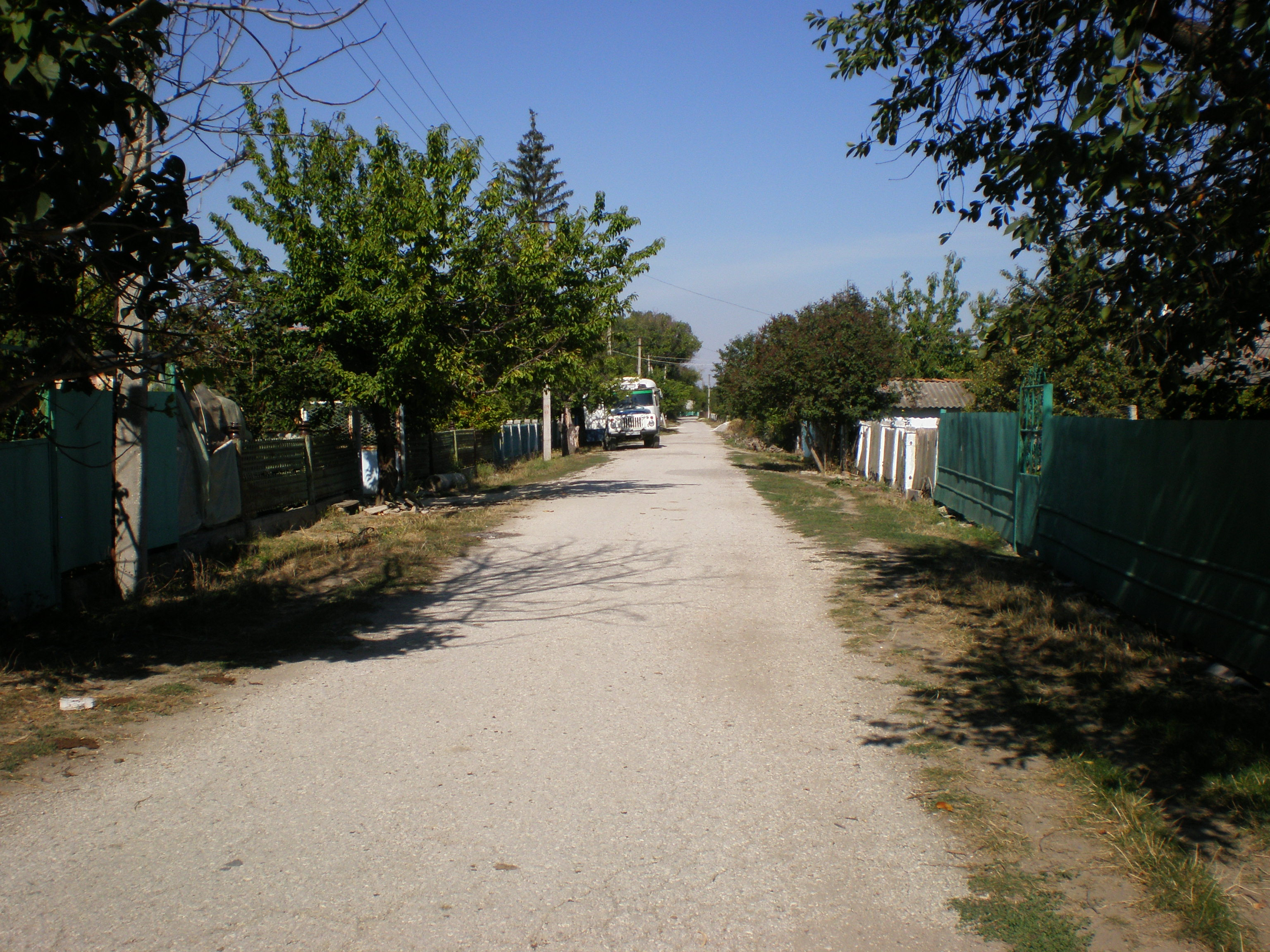
La rue Priretchnaïa
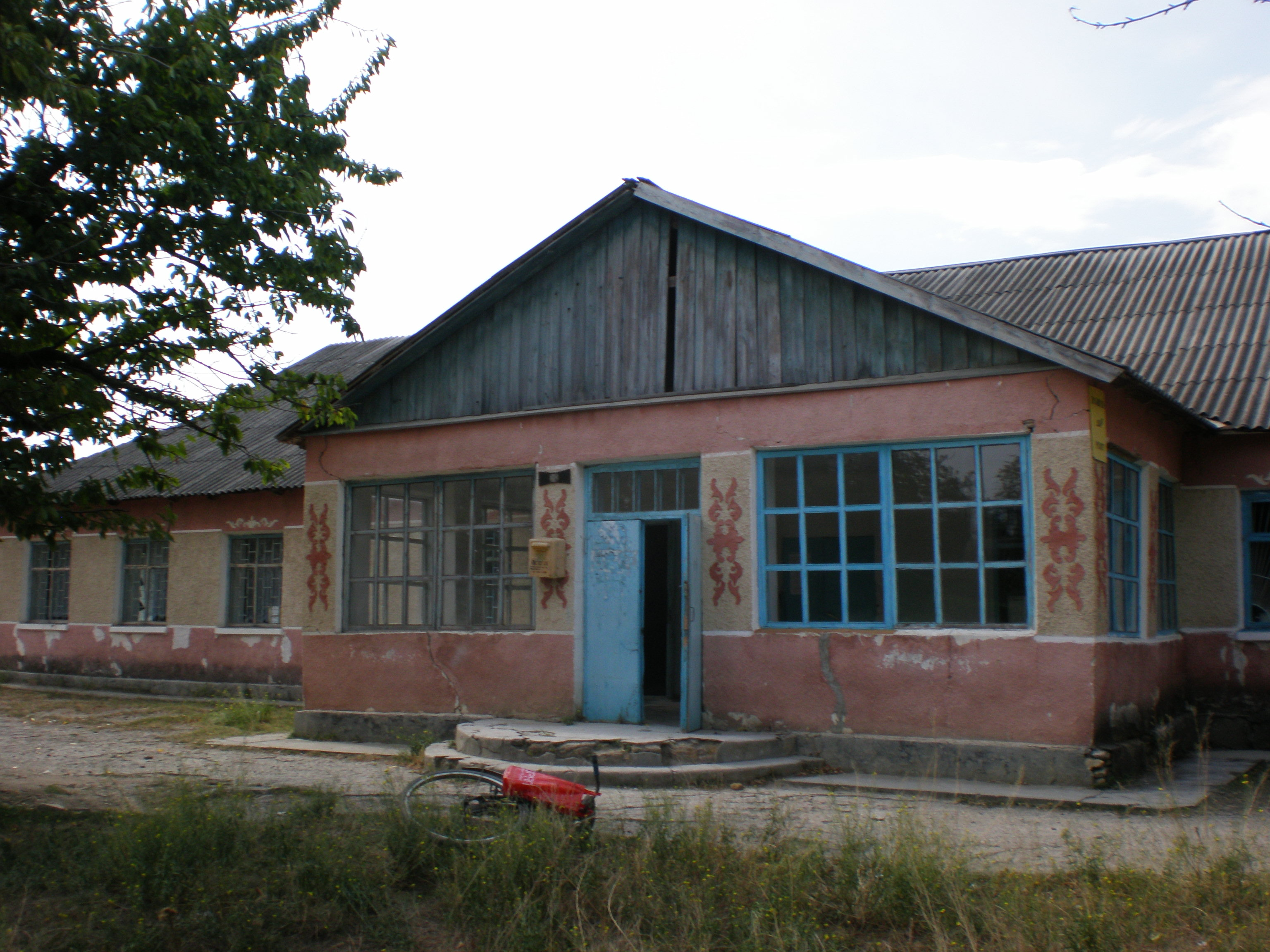
Ancienne école, aujourd'hui poste et antenne médicale
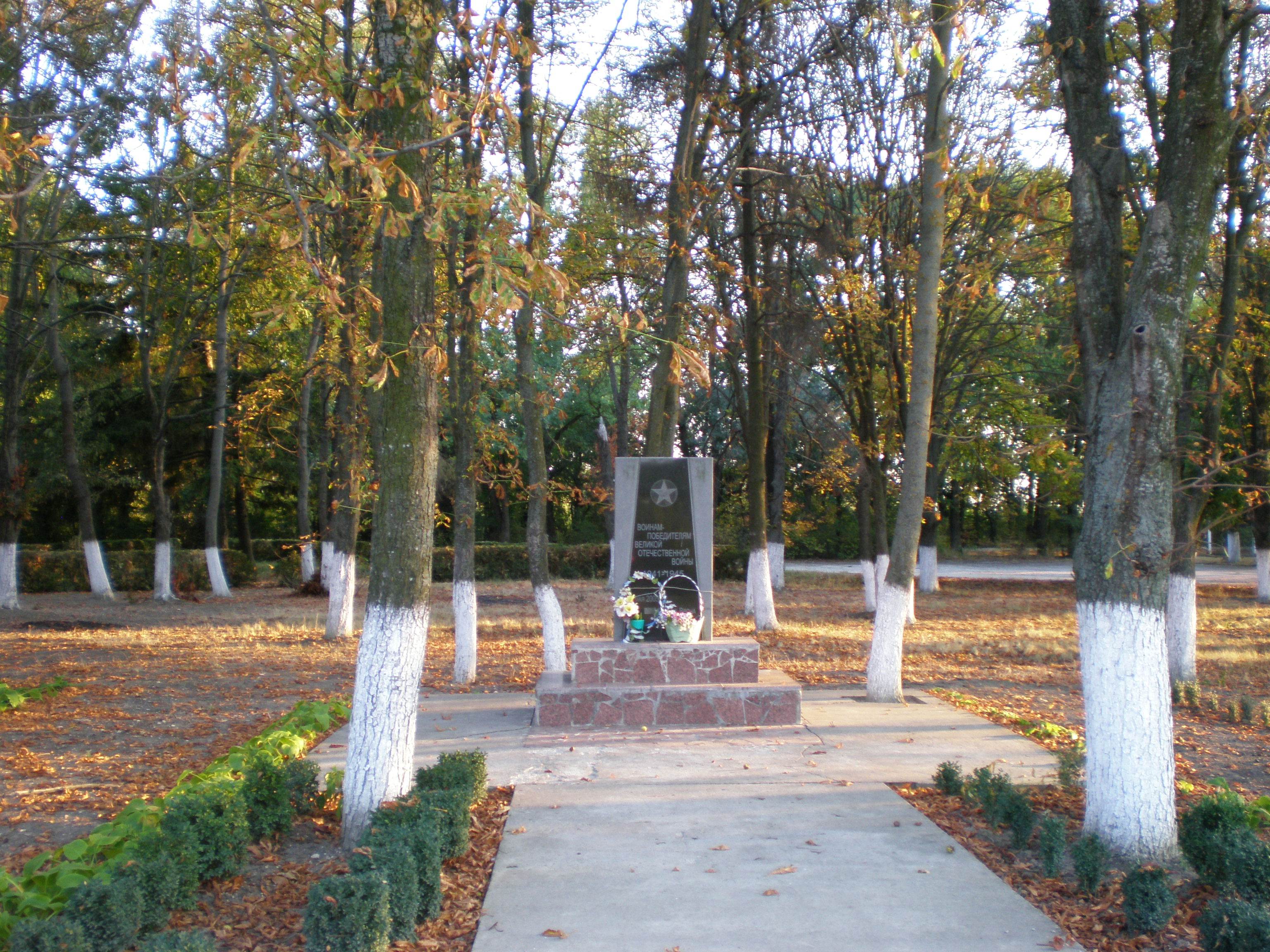
Monument aux combattants de la Seconde Guerre mondiale
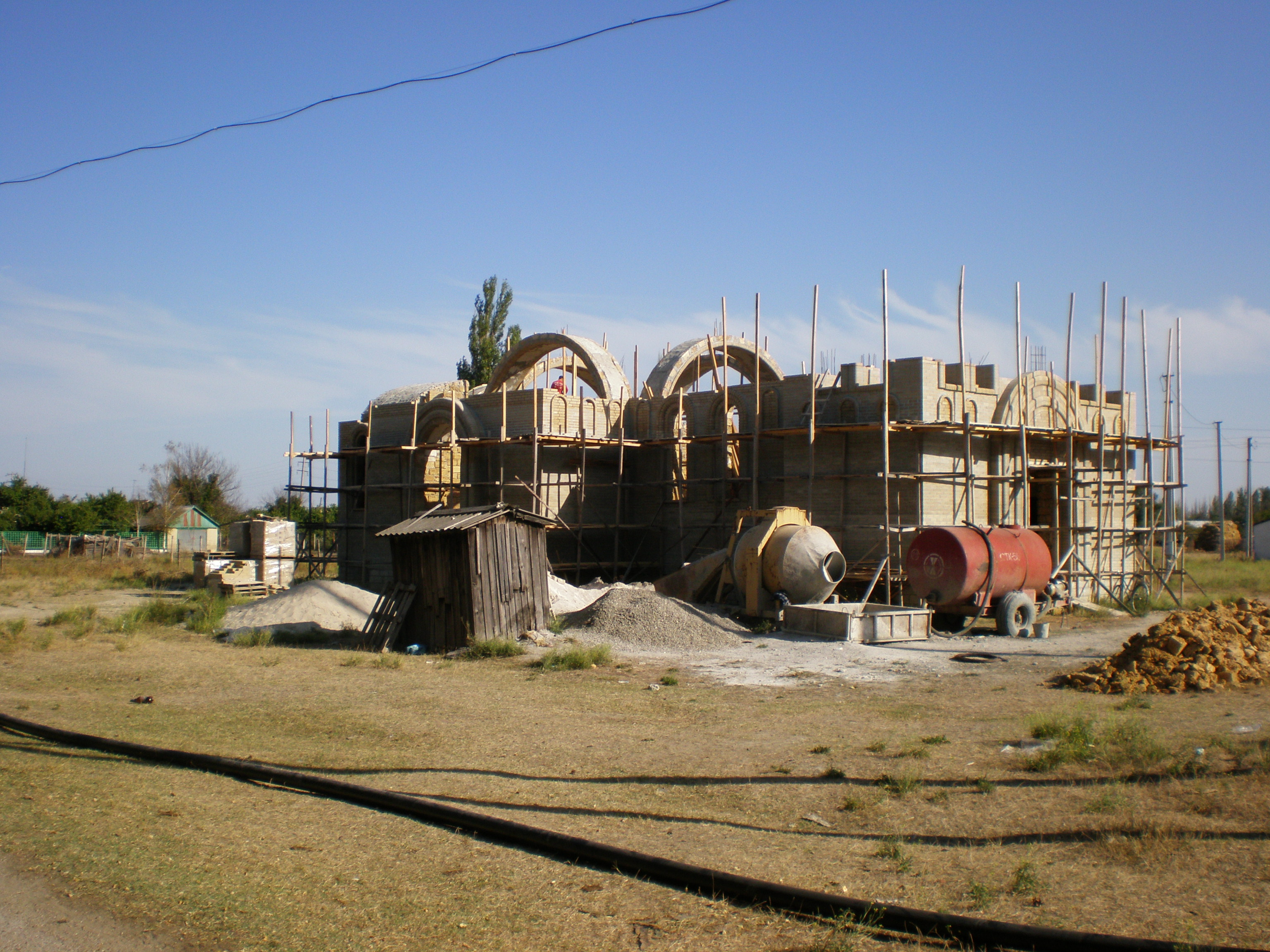
La nouvelle église orthodoxe en construction (2012)
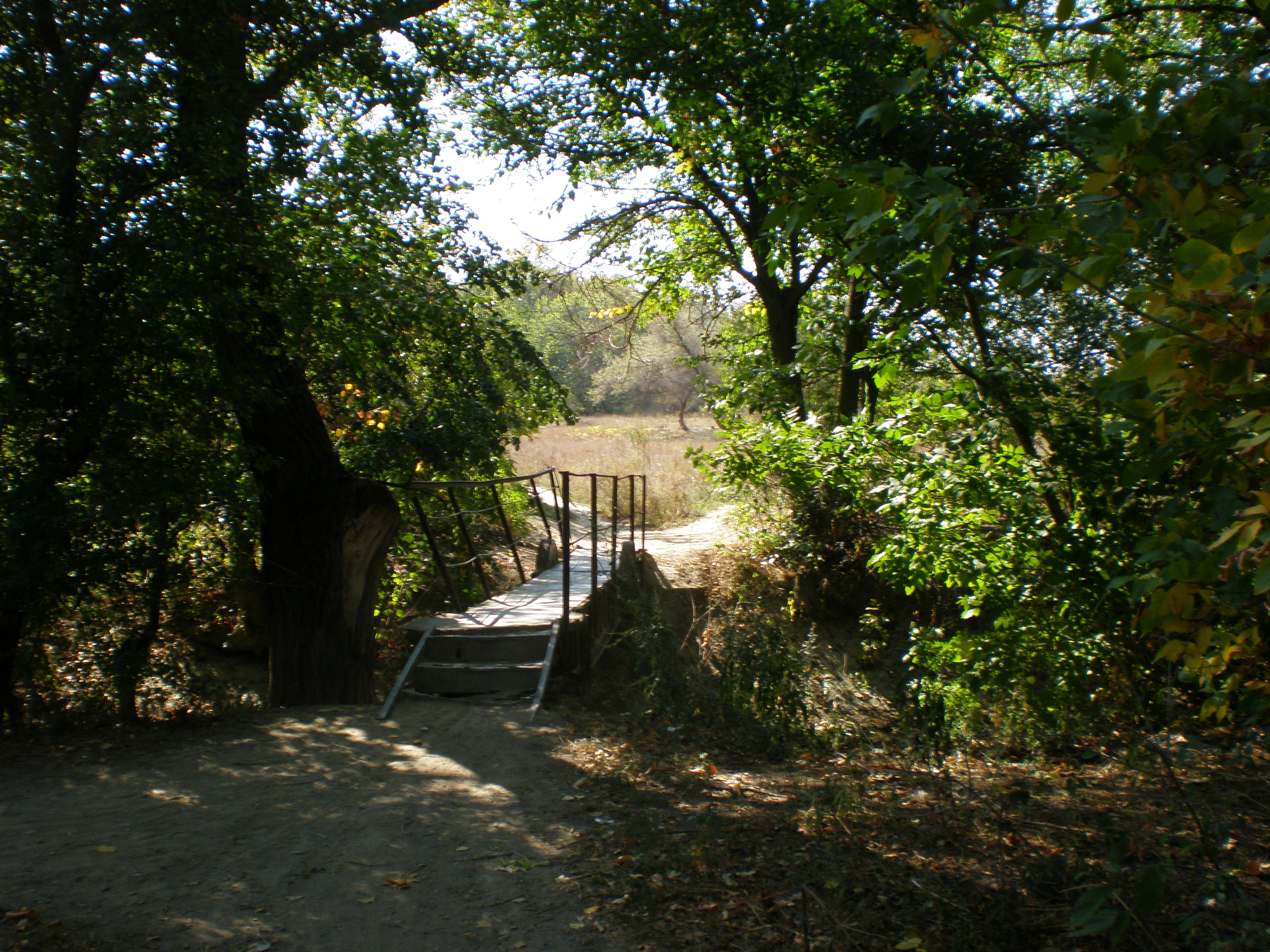
Passerelle sur la rivière Byïouk-Karassou, menant à Sadovoïe